# Jean-Claude Hallais
Jean-Claude Hallais, né le 28 juillet 1946 à Bacilly, est une personnalité du monde des courses hippiques. Il est jockey, driver et entraîneur de trotteurs.

## Biographie
Le père et la mère des frères Hallais sont étrangers au monde des courses. L'un de ses oncles cependant a couru jusqu'à soixante-dix ans et son arrière-grand-père avait gagné cinq courses la même journée à Jullouville au début du XXe siècle. Jean-Claude Hallais nait le 28 juillet 1946 à Bacilly,,. Il est le frère ainé de Joël Hallais et le père de Jean-William Hallais, tous deux faisant également carrière dans le monde des courses.

## Carrière
Formé aux courses hippiques à Beauchamps chez Pierre Faucon, il gagne sa première course à Vire sous ces couleurs le 17 juin 1962 à l'âge de 16 ans sur Opaline F.
Vainqueur du Prix de Cornulier en 1989 et en 1994 et du Prix d'Amérique en 1992, de deux Étriers d'or et huit Sulkys d'or (il cumule les deux titres en 1989), il totalise plus de 3 200 victoires. Il possède une écurie à Anctoville dans le Calvados.

## Palmarès

### Attelé

#### GroupesI(classiques)
- Prix d'Amérique - 1 - Verdict Gédé (1992)
- Critérium des 4 ans - 3 - Casdar (1972), Marco Bonheur (1982), Verdict Gédé (1991)
- Critérium des 5 ans - 3 - Pan de la Vaudère (1986), Quartz 1987, Handy Horse (2000)
- Prix Albert-Viel - 2 - Nursingo (1982), Ulf d'Ombrée (1989)
- Prix de l'Étoile - 1 - Pan de la Vaudère (1986)
- Critérium des Jeunes - 1 - Ulf d'Ombrée (1989)
- Prix René-Ballière - 1 - Shalom (1991)
- Critérium continental - 1 - Classe de Tillard (1994)

#### GroupesII(semi-classiques)
- Prix Louis-Jariel 1984, 1986, 1987, 1988
- Prix Roederer 1980, 1987, 1988
- Prix de Tonnac-Villeneuve 1980, 1990, 1991
- Prix de Belgique 1979
- Prix de Bretagne 1984
- Prix du Bourbonnais 1984
- Prix d'Été - 1 - Pan de la Vaudère (1986)
- Prix Jockey 1986
- Prix Albert-Demarcq 1987, 1994
- Prix Jean-Le-Gonidec 1987
- Prix Henri-Levesque 1987
- Prix du Bois de Vincennes 1987
- Prix Paul-Leguerney 1987
- Prix des Ducs de Normandie 1991
- Prix Marcel-Laurent 1991
- Prix Phaéton 1991, 1993
- Prix Éphrem-Houel 1991
- Prix Ariste-Hémard 1991
- Prix Paul-Viel 1992
- Prix Gélinotte 1993
- Prix Roquépine 1993
- Prix Masina 1993
- Prix Ozo 1993
- Prix Ovide-Moulinet 1994
- Prix du Plateau de Gravelle 1994
- Prix Kerjacques 1995
- Prix de Bourgogne 1996
- Prix Gaston-Brunet 2007
- Prix Robert-Auvray 2008

### Monté

#### GroupesI(classiques)
- Prix de Cornulier - 2 - Rêve d'Udon (1989), Vive Ludoise (1994)
- Prix des Centaures - 4 - High Echelon (1979), Karika (1980), Kivien (1982), Vivier de Montfort (1992)
- Prix de Normandie - 1 - Hurgo (1978)
- Prix de Vincennes - 1 - Karika (1979)
- Prix du Président de la République - 1 - Rêve d'Udon (1987)
- Prix d'Essai - 1 - Virstly Gédé (1990)
- Prix des Élites - 1 - Vivier de Montfort (1992)

#### GroupesII(semi-classiques)
- Prix Jean Gauvreau 1984, 1990, 1992, 1994
- Prix Léon Tacquet 1981, 1988, 1989
- Prix Paul Bastard 1981, 1984, 1985
- Prix Victor Cavey 1982, 1992, 1994
- Prix Hervé Céran-Maillard 1983, 1986
- Prix Camille Lepecq 1983, 1993, 1995
- Prix Camille de Wazières 1983, 1984
- Prix Louis Forcinal 1984, 1988, 1993
- Prix Henri Ballière 1985, 1986, 1987
- Prix de Basly 1986, 1993, 1994
- Prix du Calvados 1980, 1994
- Prix Louis Le Bourg 1984, 1985
- Prix Jules Lemonnier 1986, 1993
- Prix Hémine 1990, 1994
- Prix Xavier de Saint Palais 1990, 1994
- Prix du Pontavice de Heussey 1990, 1992
- Prix Pierre Gamare 1993, 1994
- Prix René Palyart 1985
- Prix Louis Tillaye 1986
- Prix Joseph Lafosse 1989
- Prix Philippe du Rozier 1989
- Prix Olry-Roederer 1990
- Prix Legoux-Longpré 1991
- Prix Paul Buquet 1993
- Prix Reynolds 1993
- Prix Xavier de Saint Palais 1994
- Prix Théophile Lallouet 1994
- Prix Lavater 1995
- Prix de Londres 1996
- Prix de l'Île-de-France 1997